# Evarcha vavannyangisy
Espèce
Evarcha vavannyangisy est une espèce d'araignées aranéomorphes de la famille des Salticidae.

## Distribution
Cette espèce est endémique de la région Boeny à Madagascar,. Elle se rencontre vers Mariarano.

## Description
La carapace du mâle holotype mesure 2,68 mm de long sur 2,36 mm et l'abdomen 2,44 mm de long sur 1,56 mm.

## Systématique et taxinomie
Cette espèce a été décrite par Murray, Escobar-Toledo et Pett en 2024.

## Publication originale
- Murray, Escobar-Toledo & Pett, 2024 : « Three new species of plexippine jumping spiders (Salticidae, Salticinae, Plexippini) from dry forest in Boeny region, north-western Madagascar. » African Invertebrates, vol. 65, no 2, p. 61-74 (texte intégral).